# Paraspinoza cardoni
Paraspinoza cardoni is een keversoort uit de familie mierkevers (Cleridae). De wetenschappelijke naam van de soort is voor het eerst geldig gepubliceerd in 1942 door Johannes Bastiaan Corporaal.